# As I Opened Fire
As I Opened Fire (ou As I Opened Fire...) est un tableau du peintre américain Roy Lichtenstein réalisé en 1964. Exécutée sur toile à la peinture à l'huile et au Magna, L'œuvre est conservée au Stedelijk Museum à Amsterdam. Elle est constituée de planches de bande dessinée de Jerry Grandenetti (en) issues de Wingmate of Doom, parue dans All American Men of War, numéro 90 (mars-avril 1962) éditée par DC Comics.

## Description
Mesurant 173 centimètres sur 142 centimètres, As I Opened Fire est un triptyque incluant une continuité verbale et temporelle. En 1972, il est considéré comme « … potentiellement l’œuvre la plus ambitieuse de Roy Lichtenstein unifiant curieusement des éléments en conflit visuellement (ainsi que figurativement), ». Représentant quelques brèves secondes d'une bataille aérienne, le tableau est composé de trois cases reprenant le récit original que Roy Lichtenstein a modifié pour en améliorer la cohérence formelle . Cette œuvre représente son attachement pour le lycée « un contenu hautement émotionnel, mais un traitement impersonnel et détaché […] ». As I Opened Fire démontre l'« imagination formelle » de Roy Lichtenstein. On y observe des vues de plus en plus serrées sur les têtes des mitrailleuses en action, accompagnées d'une onomatopée, qui fournit une continuité cinématique entre les différentes couleurs de ciel. As I Opened Fire est considéré comme un "triptyque militaire sans concession".
Roy Lichtenstein souhaitait que ses tableaux aient l'air aussi mécaniques que possible, bien qu'ils soient peints à la main. Il choisit comme sujets des bandes dessinées d'action pour adolescents car il accorde de la valeur au caractère impersonnel de leur travail artistique, produit par des équipes d'illustrateurs. Les similitudes avec la source originale sont nombreuses qu'il s'agisse du bandeau narratif ou du concept général d'échange de tirs. Cependant, il a rendu l'image combinée plus cohérente en déplaçant les deuxième et troisième cases pour mieux les agencer.
Avec Whaam! (son autre œuvre de guerre monumentales), cette œuvre est considérée comme l'aboutissement des œuvres de Roy Lichtenstein sur le thème de la guerre à travers la bande-dessinée. Comparé à Whaam!, As I Opened Fire est plus abstrait. Au sujet de son imagerie guerière Roy Lichtenstein commente : 

« Un objectif mineur de mes peintures de guerre est de présenter l'agressivité militaire sous un jour absurde. Mon opinion personnelle est qu'une grande partie de notre politique étrangère jusqu'à nos jours a été incroyablement terrifiante, mais ce n'est pas le sujet de mon œuvre et je ne veux pas tirer profit de cette position populaire. Mon œuvre porte davantage sur notre définition américaine des représentations et de la communication visuelle »

— Hendrickson.
Les modifications apportées par Roy Lichtenstein à l'œuvre source changent la perspective uniforme des images, les faisant se dérouler « comme une série d'extraits de films ».
L'œuvre est considérée comme manquant relativement d'unité dans sa progression narrative. La narration de la première case paraît sans rapport avec son illustration et les autres cases sont toutes aussi déroutantes : il n'est pas clairement établi quelles cases représentent un ennemi ou un allié, ni si le narrateur est l'ennemi, un allié ou le spectateur. Dans l'ensemble, l'œuvre est trompeuse d'un « point de vue spatial, temporel et psychologique».